# قطعنامه ۳۹۲ شورای امنیت
قطعنامه ۳۹۲ شورای امنیت سازمان ملل متحد که در تاریخ ۱۹ ژوئن ۱۹۷۶ تصویب شد، سندی بین‌المللی دربارهٔ آفریقای جنوبی است. این قطعنامه طی نشست ۱٬۹۳۰ام تصویب شد.